# NGC 4156
NGC 4156 је спирална галаксија у сазвежђу Ловачки пси која се налази на NGC листи објеката дубоког неба.
Деклинација објекта је + 39° 28' 23" а ректасцензија 12h 10m 49,4s. Привидна величина (магнитуда) објекта NGC 4156 износи 13,1 а фотографска магнитуда 13,9. Налази се на удаљености од 15,5000 милиона парсека од Сунца. NGC 4156 је још познат и под ознакама UGC 7173, MCG 7-25-45, CGCG 215-47, KCPG 325, PGC 38773.